# 판본학
판본학은 지적 소산을 담은 책의 물리적 형태와 특징, 그 변천과정을 실증적 방법으로 분석, 조사, 비평, 연구, 종합하여 책의 간사(刊寫)의 성격과 시기를 고증하고, 그 우열을 식별하며, 책에 관한 여러 문제를 연구하여 기술하는 분야이다. 고금에 생산된 책은 물리적 형태는 물론 내적인 면의 세부에 이르기까지 그 특징도 다양하고 시대에 따라 변화되고 있다. 책을 감정하기 위해서는 이것을 실증적 방법으로 식별해 내는 일이 필요하다. 외적 형태에서 장정이 지니고 있는 시대적 특징이나, 내적 형태에서 간사의 종류, 좀 더 구체적으로 목판본인 경우 간인처와 간인시기, 동일판의 경우 초인과 후인의 구분, 활자본인 경우는 활자의 종류, 기타 판식이나 글자체, 지질, 먹 등의 특징을 실증적 방법으로 분석, 비평, 종합하여 궁극적으로는 책의 간사의 성격과 시기를 고증해서 책의 우열을 가름한다.